# Carlos Loveira
Carlos Loveira y Chirino (Sagua la Grande, c. 1881-La Habana, 1928) fue un novelista cubano perteneciente al naturalismo.

## Biografía
Nació hacia comienzos de la década de 1880 en la localidad de El Santo, perteneciente a la antigua provincia de Las Villas. De familia humilde fue en su juventud obrero de ferrocarriles. Ácrata de ideología y hombre de acción y propaganda, ingresó en el socialismo cubano y desempeñó dentro de él altos cargos. 

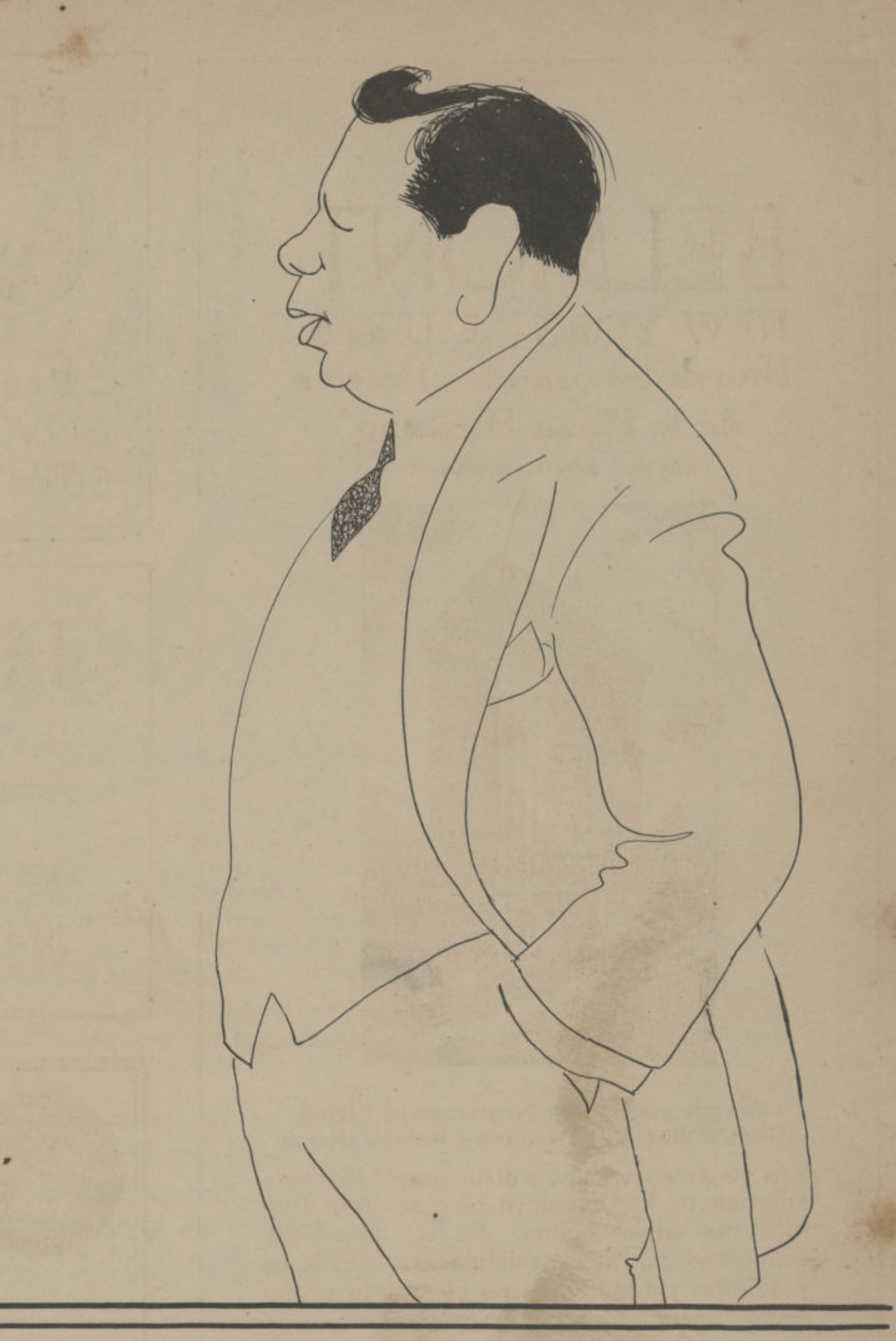
Retratado por Massaguer en la revista Social (1922)

El gobierno de Cuba le dio su representación en todas las Conferencias Internacionales del Trabajo celebradas en Europa y América. Según el crítico Torres Rioseco, es el escritor que temperamentalmente más se asemeja a Émile Zola en todo el continente americano. 
En efecto, cultiva un naturalismo crudo, pero atractivo y con un gran y personal estilo claro, directo y cortado, apropiado a lo que cuenta, siempre en defensa de sus fines ideológicos. En sus obras la humanidad más castigada se mezcla con el rencor y con la angustia. 
Sus novelas son Los inmorales (1910), Generales y doctores (1920), Los ciegos (1922), La última lección (1924) y Juan Criollo (1927). Generales y doctores probablemente sea su mejor obra, la que fotografía mejor los complejos nacionalismos de la Primera República.